# Metoda spiekowo-rozpadowa
Metoda spiekowo-rozpadowa lub metoda zasadowo-rozsypowa (tzw. metoda Grzymka, ang. Grzymek process) – przemysłowa metoda wytwarzania tlenku glinu i cementu portlandzkiego, opracowana przez Jerzego Grzymka w 1959 roku. Umożliwia produkcję tlenku glinu bez konieczności stosowania boksytu .
Metoda polega na spiekaniu rud glinonośnych z wapieniem i dodatkiem sody z wytworzeniem spieku składającego się z ortokrzemianu wapnia i minerałów glinowo-wapniowych (12CaO · 7AlO
3 i CaO · AlO
3). W czasie chłodzenia spiek ten ulega rozpadowi na drobny pył, z którego ekstrahuje się zawarte w pyle gliniany wapnia za pomocą roztworu sody, w wyniku czego związki glinu przechodzą w postaci glinianów do roztworu. Pozostałość, po wymieszaniu z niewielką ilością zmielonego kamienia wapiennego, wykorzystuje się do produkcji cementu portlandzkiego. Proces umożliwia uzyskanie tlenku glinu zawierającego ponad 99,5% czystego składnika.

## Historia
Metoda opracowana została w Akademii Górniczo-Huniczej w Krakowie oraz w Instytucie Przemysłu Wiążących Materiałów Budowlanych w Opolu przez 10-osobowy zespół pod kierunkiem Jerzego Grzymka, który nagrodzony został w 1968 roku państwową nagrodą I stopnia.

## Opis metody
Na pierwszym etapie kamień wapienny i ruda glinonośna umieszczane są w młynie kulowym, gdzie mieli się je na mokro. W wyniku tego procesu otrzymuje się szlam, który homogenizuje się w zbiornikach korekcyjnych i wypala w obrotowym piecu cementowym, który jest ogrzewany poprzez spalanie pyłu węglowego.
W trakcie chłodzenia spiek ulega rozpadowi z wytworzeniem pyłu, który poddaje się ługowaniu wodnym roztworem sody. Na tym etapie następuje rozpuszczenie związków glinu. Osad oddziela się za pomocą filtrów próżniowych, a przesącz poddaje się dekantacji, po czym usuwa się z niego związki krzemu za pomocą mleka wapiennego .

## Zastosowanie i wykorzystanie
Metoda spiekowo-rozpadowa pozwala na uzyskanie tlenku glinu o wysokiej czystości z tanich surowców nieboksytowych. Wykorzystywany jest on następnie do produkcji soli glinu, np. siarczanu glinu, chlorku glinu i fluorku glinu. Stosuje się go również do produkcji aluminium elektrolitycznego. Pyliste produkty pozostałe po wydzieleniu tlenku glinu służą do wytwarzania cementu.
Metoda ta po raz pierwszy uruchomiona została w skali doświadczalnej w 1954 roku w Cementowni Groszowice w Groszowicach, gdzie następnie utworzono Oddział Tlenku Glinu. W latach 1966–1985 Cementownia Groszowice wyprodukowała metodą Grzymka 70 tys. ton tlenku glinu oraz 600 tys. ton cementu.
W PRL-u planowano także uruchomienie wielkoprzemysłowej fabryki wykorzystującej metodę Grzymka, która miałaby zdolność produkowania rocznie ponad 100 tys. ton tlenku glinu rocznie. Decyzję o budowie fabryki rząd PRL podjął 3 sierpnia 1973, planując realizację inwestycji na lata 1975–1978 przy Kombinacie Cementowo-Wapienniczym "Nowiny" koło Kielc.
Wydana w 1979 roku Encyklopedia – świat w przekroju podała, że metoda Grzymka, obok metody kucia wałów, opracowanej przez Tadeusza Ruta, była najczęściej kupowaną przez zagraniczne przedsiębiorstwa polską technologią.

## Film
W 1975 roku nagrano edukacyjny film dokumentalny poświęcony tej metodzie pt. Polska metoda produkcji tlenku glinu i cementu Jerzego Grzymka.